# Government Plates
Government Plates è il terzo album del gruppo statunitense Death Grips, pubblicato nel 2013.
Il disco ottiene un punteggio pari a 75/100 sul sito Metacritic.

## Tracce
1. You Might Think He Loves You for Your Money but I Know What He Really Loves You for It’s Your Brand New Leopard Skin Pillbox Hat – 2:41
2. Annie Bonny – 3:27
3. Two Heavens – 3:02
4. This Is Violence Now (Don't Get Me Wrong) – 2:38
5. Birds – 4:38
6. Feels Like a Wheel – 2:22
7. I'm Overflow – 3:09
8. Big House – 2:19
9. Government Plates – 2:42
10. Bootleg (Don't Need Your Help) – 2:06
11. Whatever I Want (Fuck Who's Watching) – 6:38